# Distretto di Djebel Messaad
Il distretto di Djebel Messaad è un distretto della Provincia di M'Sila, in Algeria.

## Comuni
Il distretto di Djebel Messaad comprende 2 comuni:
- Djebel Messaad
- Slim